# Rococo frédéricien
Vous pouvez aider à l'améliorer ou bien discuter des problèmes sur sa page de discussion.
- Il ne cite pas suffisamment ses sources. Vous pouvez indiquer les passages à sourcer avec {{référence nécessaire}} ou {{Référence souhaitée}}, et inclure les références utiles en les liant aux notes de bas de page. (Marqué depuis mars 2024)
- Son contenu est rédigé entièrement ou presque à partir d'une seule source. N'hésitez pas à modifier cet article pour améliorer sa vérifiabilité en apportant de nouvelles références dans des notes de bas de page. (Marqué depuis mars 2024)
- Certaines informations devraient être mieux reliées aux sources mentionnées dans la bibliographie ou les liens externes. Améliorez sa vérifiabilité en les associant par des références. (Marqué depuis mars 2024)

- Archive Wikiwix
- Bing
- Cairn
- DuckDuckGo
- E. Universalis
- Gallica
- Google
- G. Books
- G. News
- G. Scholar
- Persée
- Qwant
- (zh) Baidu
- (ru) Yandex
- (wd) trouver des œuvres sur Wikidata

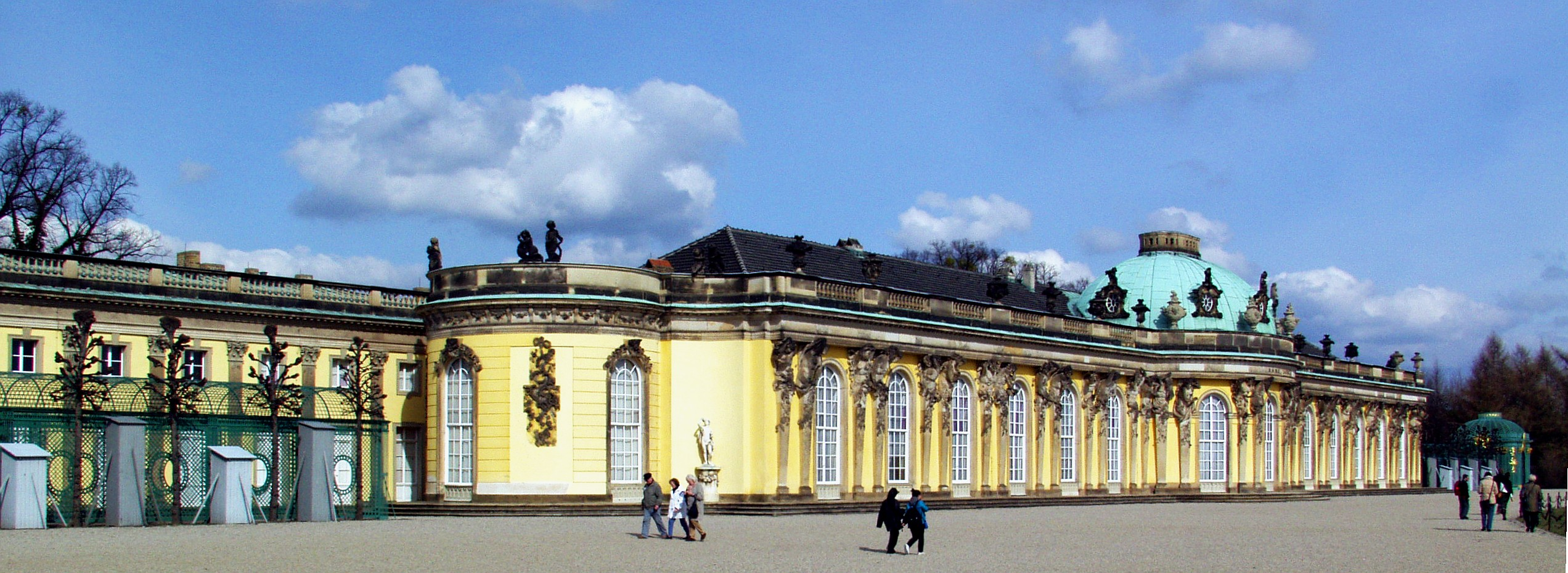
Le palais de Sanssouci est l'exemple le plus célèbre de rococo frédéricien.

Le rococo frédéricien (Friderizianisches Rokoko en allemand) est une forme architecturale de rococo développée en Prusse pendant le règne de Frédéric le Grand. Le style combine des influences venues à la fois de France, du Saint-Empire (notamment l'électorat de Saxe) et des Pays-Bas.
Le représentant le plus célèbre du rococo frédéricien, Georg Wenzeslaus von Knobelsdorff, a été influencé par le peintre Antoine Pesne et même par les propres goûts du roi. 
Parmi les bâtiments frédériciens les plus connus, on compte le palais de Sanssouci, le château de ville de Potsdam et quelques sections du château de Charlottenbourg.

## Réalisations
Les premières constructions connues du rococo frédéricien sont le château de Rheinsberg (1736-1740) et, juste après l'accession au trône de Frédéric II en 1740, la nouvelle aile du château de Charlottenbourg ainsi que (jusqu'en 1751) des parties du château de ville de Potsdam, en particulier son aménagement intérieur, aujourd'hui en grande partie perdu. En même temps que ce dernier, le palais de Sanssouci est construit à partir de 1745, complété plus tard par la galerie de tableaux (de) et les Nouvelles Chambres (de) ainsi que par de nombreux parcs (entre autres la maison chinoise (de), la Maison du dragon (de), le Temple de l'amitié (de), le Temple antique (de), le Portail de l'obélisque (de), la Montagne des ruines (de), le Belvédère sur le Klausberg (de)) et, pour couronner le tout, le Nouveau Palais avec ses communs de 1763 à 1769. À Potsdam, on trouve également l'ancien hôtel de ville (de), le palais Barberini (de), la porte de Brandebourg et la porte de Nauen ainsi que les écuries.
À Berlin, le Forum Fridericianum, composé du Staatsoper Unter den Linden, du palais du Prince Henri, de l'église Sainte-Edwige et de l'ancienne bibliothèque baroque, est construit entre 1740 et 1786. Le Gendarmenmarkt, aménagé en 1688, est reconstruit à partir de 1773 avec de nouvelles maisons ainsi qu'avec une maison de la Comédie française (de) et, en 1780-1785, avec les tours classiques des cathédrales allemande et française.
Il convient également de mentionner le château de Breslau (reconstruit en 1751-1753). Les artistes de la cour travaillent également sur commande de la noblesse, notamment sur différents palais de Berlin et de Potsdam ou sur le manoir de Gross Kreutz, ainsi que sur des maisons bourgeoises.

## Artistes
L'architecte le plus important est le « cavalier architecte » autodidacte Georg Wenzeslaus von Knobelsdorff ; il compte parmi ses collaborateurs Friedrich Wilhelm Dieterichs, le créateur des terrasses de Sanssouci et élève d'Andreas Schlüter. Le roi Frédéric lui-même influence également les projets de Knobelsdorff. Il faut également citer Johann Gottfried Büring et Carl Ludwig Hildebrandt (de), qui participent à la construction de Sanssouci, du Nouveau Palais ainsi que du château de la ville de Potsdam ; Büring créa la porte de Nauen en 1754-1755, le premier édifice néogothique d'Allemagne. Heinrich Ludwig Manger (de) et Carl von Gontard achèvent le Nouveau Palais. Gontard et Georg Christian Unger construisent les tours de la cathédrale allemande et de la cathédrale française au Gendarmenmarkt de Berlin ainsi que la porte de Brandebourg à Potsdam, Johan Bouman le palais berlinois du prince Henri et l'ancien hôtel de ville de Potsdam. Le style tardif du rococo frédéricien trouve encore une fois un point culminant grandiose avec le Nouveau Palais et l'intérieur des Nouvelles Chambres, bien que le classicisme précoce a déjà largement déterminé le goût de l'époque, par exemple pour le château de Wörlitz (de), qui lui est contemporain. Avec les tours de la cathédrale sur le Gendarmenmarkt, Frédéric lui-même rend encore hommage au nouveau style, son successeur doit aider le classicisme à percer en Prusse quelques années plus tard - avec le palais de Marbre de Gontard ; avec Carl Gotthard Langhans, qui commence à Rheinsberg dans le style rococo, et David Gilly ainsi que Michael Philipp Boumann (de), il trouve ensuite sa propre expression.
Antoine Pesne est l'un des peintres préférés, son élève Bernhard Rode réalise des peintures murales et des plafonds, tout comme Carl Friedrich Fechhelm (de), et Johann Christoph Frisch à la fin de sa carrière. Le sculpteur Johann August Nahl est au début le "surintendant des ornements", jusqu'à sa fuite en 1746. Des artistes français furent également employés temporairement, comme Charles Amédée Philippe van Loo, Jean-Laurent Legeay ou le peintre berlinois de fleurs et de fruits Augustin Dubuisson.
Parmi les sculpteurs, on compte Johann Peter Benkert (de), Gottlieb Heymüller (de), Benjamin Giese (de), Friedrich Christian Glume, les frères Johann David Räntz et Johann Lorenz Räntz. Les frères Johann Michael Hoppenhaupt l'Ancien (de) et Johann Christian Hoppenhaupt le Jeune (de), originaires de Saxe, ainsi que les frères Heinrich Wilhelm Spindler (de) et Johann Friedrich Spindler (de), originaires de Bayreuth, fabriquent des meubles et des portes. Les bronzes sont réalisés par le suisse Johann Melchior Kambly (de), les stucs par Constantin Philipp Georg Sartori (de) à la fin de sa carrière. Les artistes et les produits de la manufacture royale de porcelaine de Berlin, fondée en 1763, jouent également un rôle important.